# ایوا (دوره)
ایوا (به ژاپنی: 永和 Eiwa)، نام یک عصر تاریخی ژاپنی دربار شمالی در طی دوره نانبوکوچو بود. این عصر بعد از اوآن و قبل از کوریاکو قرار داشت و از فوریه ۱۳۷۵ تا مارس ۱۳۷۹ میلادی به طول انجامید. در طی این عصر امپراتور دربار شمالی در کیوتو، امپراتور گو-انیو و امپراتور دربار جنوبی امپراتور چوکی بود.